# Индустријска зона Палацина (Болоња)
Индустријска зона Палацина (итал. Zona Industriale Palazzina) је насеље у Италији у округу Болоња, региону Емилија-Ромања.
Према процени из 2011. у насељу је живело 8 становника. Насеље се налази на надморској висини од 38 м.